# Markus Lehmann (Politiker)

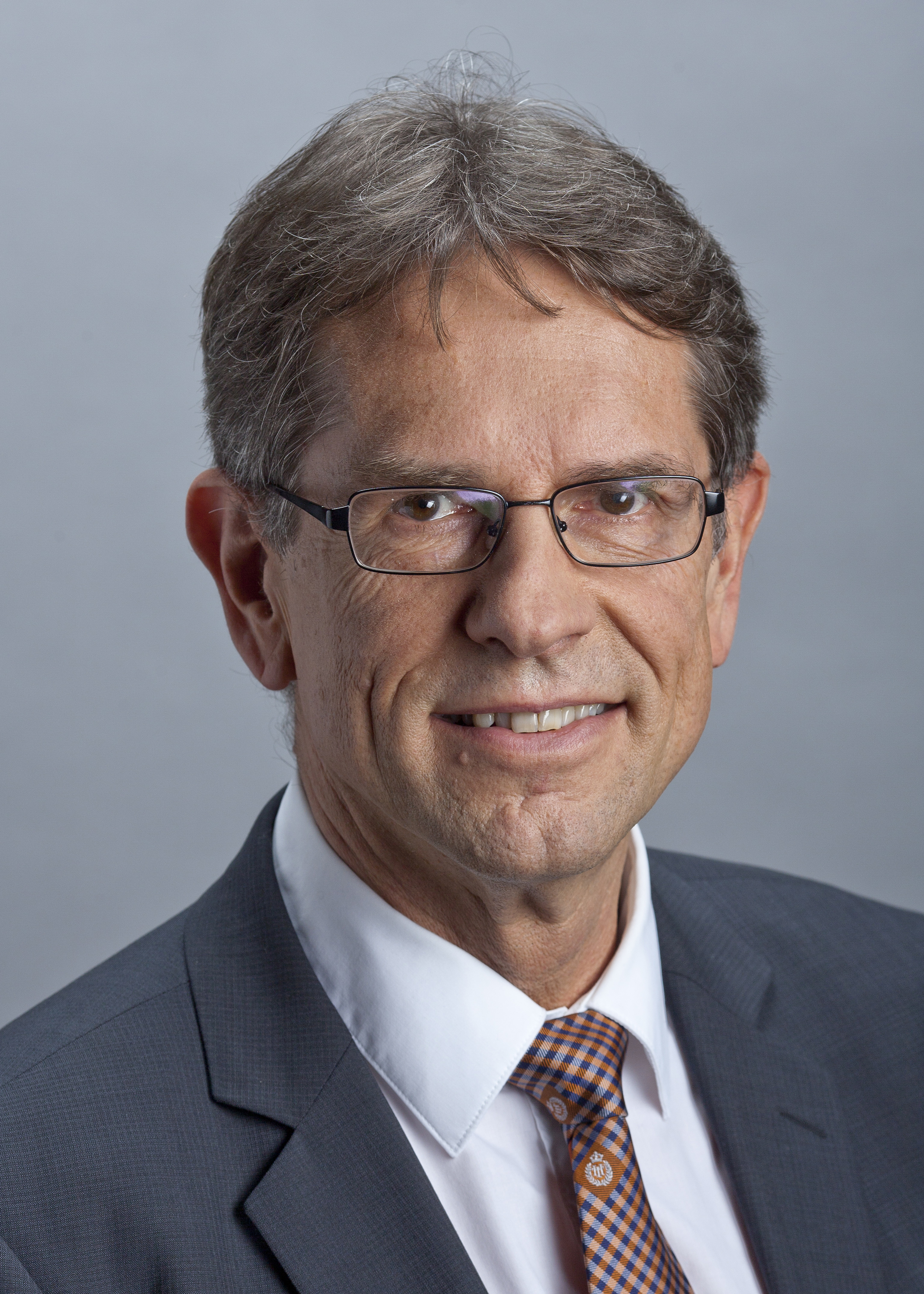
Markus Lehmann (2011)

Markus Lehmann (* 27. Mai 1955 in Basel; heimatberechtigt in Basel und Trimbach) ist ein Schweizer Politiker (CVP), der bis 2015 aktiv war.

## Leben
Lehmann war von 1996 bis 2005 im Grossen Rat des Kantons Basel-Stadt und seit Februar 2009 wieder im Kantonsparlament des Kanton Basel-Stadt. Von Februar 2011 bis Januar 2012 war er Grossratspräsident. Er war vom März 2001 bis 2013 Präsident der CVP Basel-Stadt. Bei den Schweizer Parlamentswahlen 2011 wurde er in den Nationalrat gewählt und hatte Einsitz in die KVF, Verkehrs- und Fernmeldekommission. Bei den Wahlen 2015 wurde er nicht wiedergewählt. Er zog sich daraufhin aus der Öffentlichkeit zurück.
Der gelernte Versicherungskaufmann und Broker ist verheiratet und hat zwei erwachsene Kinder.